# Soulsonic Force
I Soulsonic Force (chiamati anche Afrika Bambaataa & Soulsonic Force) sono un gruppo Electro, Funk e Old School rap.

## Storia
Nel 1982 pubblicano il loro primo singolo, Planet Rock. L'anno successivo, 1983, pubblicano altri singoli di enorme successo come Looking for the Perfect Beat e Renegades of Funk. Quest'ultima è stata una delle prime canzoni Rap ad avere un messaggio politico, insieme a The Message di Grandmaster Flash and The Furious Five.

## Membri
- Afrika Bambaataa (Vero nome: Kevin Donovan)
- Mr. Biggs (Vero nome: Ellis Williams)
- Pow Wow (Vero nome: Robert Darrell Allen)
- The G.L.O.B.E. (Vero nome: John Miller)
- DJ Jazzy Jay (Vero nome: John Bryas)
- Cosmic Force

## Discografia
- 1983 - Planet Rock: The Album
- 1992 - Don't Stop... Planet Rock (The Remix EP)
- 1999 - Return to Planet Rock
- 2001 - Looking for the Perfect Beat: 1980-1985